# Acerastes femoralis
Acerastes femoralis là một loài tò vò trong họ Ichneumonidae.